# Кордье, Анри (шашист)
Анри Кордье (фр. Henri Cordier; 5.3.1937, Шербоньер — 7.2.2022, Шенов) — французский шашист, шашечный деятель, тренер. Чемпион Франции по международным шашкам (1979 год), чемпион Франции по международным шашкам по переписке (1978 год). Национальный гроссмейстер. Мастер ФМЖД. С 1992 по 1996 — президент Французской федерации шашек (FFJD). Как организатор основал Кубок Франции по шашкам (1973 год).
Дебютировал на чемпионатах Франции в 1963 году. Участник чемпионатов Европы 1983 (9 место) и 1992 (15 место) годов. Участник зонального отборочного турнира на чемпионат мира 1980 года (10 место).
Его сын Арно Кордье — тоже шашист, десятикратный чемпион Франции. На чемпионате Франции 2003 года Анри сыграл со своим сыном
FMJD-Id: 10099